# Babička drsňačka
Babička drsňačka je humorná kniha pro děti, napsaná britským spisovatelem Davidem Walliamsem a ilustrovaná Tonym Rossem. V roce 2011 ji publikovalo nakladatelství HarperCollins, pro české čtenáře knihu přeložila Veronika Volhejnová a vydalo nakladatelství Argo v roce 2012. David Walliams byl po vydání knihy označován za nejrychleji rostoucího dětského autora Spojeného království.
Kniha se dočkala také pokračování nazvaného Babička drsňačka znovu v akci, které vyšlo v roce 2021, ale do České republiky dorazilo až v roce 2023.

## Děj
Pro 11letého zvědavého chlapce, Bena, jsou pátky nejhorším dnem v týdnu, protože je musí trávit u své staré babičky. Jeho rodiče chodí každý pátek na jejich oblíbenou taneční show „Tanec s hvězdami“, proto Ben jezdí přespat k babičce. Její denní program se skládá z hraní Scrabblu a vaření různých jídel z kapusty, od kapustové polévky po kapustovou čokoládu. Aby toho nebylo málo, tak od 80. let nefunguje televize, což je pro Bena velmi nezáživné a nudné. Ovšem instalatérství je Benovou dlouhodobou vášní, proto by se i chtěl stát instalatérem, avšak toto rozhodnutí jeho rodiče neschvalují a přejí si, aby byl Ben profesionálním baletním tanečníkem, jako jejich oblíbenec z páteční show.
Jednoho rána Ben volá rodičům, že u babičky být nechce, ať pro něho přijedou a odvezou domů. Rodiče však tuto žádost ignorovali a zamítli. Babička hovor nedopatřením slyšela a byla velmi zklamaná a smutná, že jí její vnuk už nemá rád. To samé ráno má Ben ke snídani vejce, která nemá rád, a proto hledá něco jiného k snědku. Po dlouhém hledání našel krabici se sušenkami, jež byla těžší, než je zvykem. Krabici otevře a je plná diamantů, vzácných náhrdelníků, náušnic a náramků. Jelikož babička chtěla na svého syna zapůsobit, tak si vymyslí mnoho příběhů o tom, že je ve skutečnosti mezinárodní lupička klenotů. Ben s údivem v očích poslouchá všechny příběhy, a od té doby jezdí k babičce velmi rád.
Po čase se vydávají na velkou krádež korunovačních klenotů do Toweru. I přes promyšlený plán je při činu načapala anglická královna, proto se rozhodli pro jistotu krádež neuskutečnit a vracejí se zpět k babičce domů. Když se časného rána vracejí, přistihne je velmi zvědavý soused a zavolá na ně policii, protože se je jistý, že korunovační klenoty ukradli právě babička s Benem, kteří nakonec zatknuti nejsou.
Babička ovšem vnukovi tajila, že je vážně nemocná a po několika dnech na rakovinu umírá. Tato informace je pro Bena i jeho rodinu obrovská rána. Na pohřební hostině se však Ben seznámí s babiččinou sestřenicí, se kterou se skamarádí a domluví si návštěvy v domově důchodců, ve kterém žije.

## Přijetí a recenze knihy
Tvorba Davida Walliamse je často srovnávána s Roaldem Dahlem pro lehký a vtipný styl, a ani Babička drsňačka nebyla výjimkou. Na webu iLiteratura.cz autorka článku hodnotí Babičku drsňačku jako zábavnou knihu s originálním příběhem, u kterého se pobaví úplně každý. Také upozorňuje na fakt, že si knihu můžeme lehce převést do svého reálného života, ve kterém jsme obklopeni ignoranty, jako jsou Benovi rodiče, slídily a podfukáře, kteří se v knize objevují. Autorka recenze vyzdvihla práci překladatelky Veroniky Volhejnové, která perfektně převedla veškerý humor z anglického originálu.
Naopak recenze knihy na stránkách Novinky.cz už není až tak pozitivní. Autorka kritizuje nadsázku, kterou se David Walliams snaží v díle vyobrazit, ale působí „vysezeně“ a chtěně. Bena popisuje jako představu dospělého o správném chování svého dítěte, rodiče jako neohleduplné a ignorantské a babičku jako otravnou a osamělou stařenu. Dále poukázala na zkažení čtenářského překvapení, kdy už na obalu knihy můžeme vidět Bena s babičkou v lupičském oděvu, páskou přes oči a plnými pytli na zádech. 

## Filmové adaptace
Britští autoři Kevin Cecil a Andy Riley v roce 2013 adaptovali knihu do hodinového filmu na BBC One. Film je obsazen mnoha britskými celebritami, jako samotný autor, který hrál Benova otce, dále například Julia MacKenzie, Robbie Williams, India Ria Amarteifio a mnoho dalších.
V roce 2022 vyšlo také pokračování, ovšem s kompletně jiným obsazením, což mnoho sledujících nepotěšilo.